# Ceratophysella multilobata
Ceratophysella multilobata är en urinsektsart som beskrevs av Skarzynski 2006. Ceratophysella multilobata ingår i släktet Ceratophysella och familjen Hypogastruridae. Inga underarter finns listade i Catalogue of Life.